# Howard Komives
Howard K. Komives (né le 9 mai 1941 à Toledo, Ohio et mort le 22 mars 2009) était un joueur américain de basket-ball.

## Biographie
Meneur de jeu d'1,85 m, Komives joua en NCAA à l'université d'État de Bowling Green, où il fut le meilleur marqueur du championnat avec 36,7 points par match lors de la saison 1963-1964. Il fut sélectionné au 2e tour (6e choix) lors de la draft 1964. Il joua dix saisons (1964-1974) en NBA sous les couleurs des New York Knicks, des Detroit Pistons, des Buffalo Braves et des Kansas City-Omaha Kings.